# کارین کاولی
کارین کاوْلی (سوئدی: Karin Kavli؛ ‏ ۲۱ ژوئن ۱۹۰۶ – ۸ مارس ۱۹۹۰) بازیگر اهل سوئد بود.
از فیلم‌ها یا سریال‌های تلویزیونی که وی در آن نقش داشته‌است، می‌توان به صورت یک زن و مادربزرگ و پروردگارمان اشاره کرد.